# 轉識
轉識，又譯轉順識、生起識，唯識學派術語，為六識與末那識的概稱，因為這些識皆依於阿賴耶識而生，故稱轉識。阿賴耶識與轉識有互為因果的特性，轉識是由阿賴耶識的種子而生起，但是轉識又會反過來薰生種子，薰習阿賴耶識。